# Amiserica breviflabellata
Amiserica breviflabellata är en skalbaggsart som beskrevs av Ahrens 2004. Amiserica breviflabellata ingår i släktet Amiserica och familjen Melolonthidae. Inga underarter finns listade i Catalogue of Life.